# Arteria hepática propia
La arteria hepática propia es una arteria que se origina en la arteria hepática común.

## Ramas
Presenta dos ramas terminales: las arterias hepáticas derecha e izquierda. La primera emite la arteria cística, aunque también puede nacer de la arteria hepática propia.

## Distribución
Se distribuye hacia el hígado y la vesícula biliar.